# Niambia (geslacht)
Niambia is een geslacht van landpissebedden in de familie Platyarthridae. Er worden 26 soorten onder dit geslacht gerekend. De wetenschappelijke naam van het geslacht werd in 1904 voorgesteld door Gustav Budde-Lund.

## Soorten
- Niambia angusta Budde-Lund, 1909
- Niambia atracheata (Schmalfuss & Ferrara, 1978)
- Niambia brevicauda Schmalfuss & Ferrara, 1978
- Niambia brunnea Budde-Lund, 1909
- Niambia buddelundi Barnard, 1949
- Niambia capensis (Dollfus, 1895)
- Niambia damarensis (Panning, 1924)
- Niambia duffeyi Ferrara & Taiti, 1981
- Niambia eburnea (Vandel, 1953)
- Niambia flavescens Barnard, 1924
- Niambia formicarum Barnard, 1932
- Niambia griseoflava Barnard, 1924
- Niambia hirsuta Budde-Lund, 1909
- Niambia longiantennata Taiti & Ferrara, 1991
- Niambia longicauda Barnard, 1924
- Niambia marginepapillosa Budde-Lund, 1909
- Niambia modesta Budde-Lund, 1909
- Niambia pallida Budde-Lund, 1909
- Niambia palmetensis Vandel, 1959
- Niambia politus Omer-Cooper, 1924
- Niambia pusilla Budde-Lund, 1909
- Niambia senegalensis Schmalfuss & Ferrara, 1978
- Niambia septentrionalis Taiti & Ferrara, 2004
- Niambia squamata (Budde-Lund, 1885)
- Niambia termitophila Kensley, 1971
- Niambia truncata (Brandt, 1833)